# 타사 드 포르투갈
타사 드 포르투갈(포르투갈어: Taça de Portugal, 포르투갈 컵)은 포르투갈의 자국 내 축구 토너먼트 대회이다. 포르투갈 축구 협회가 주관하며 1938-39년에 첫 대회가 열렸다. 1938년 이전까지는 현재 타사 드 포르투갈 우승팀에게 주어지는 트로피와 같은 트로피가 수여되는 캄페오나투 드 포르투갈 (Campeonato de Portugal, 포르투갈 챔피언십)이라는 유사하지만 별개의 대회가 열렸다.

## 같이 보기
- 축구 대회 목록